# Volksbank Hegau
Die Volksbank Hegau eG war eine Genossenschaftsbank mit Sitz in Singen Hohentwiel.

## Bilanzdaten und Zahlen
Zum 31. Dezember 2008 betrug die Bilanzsumme 357 Mio. EUR. An Kunden waren Kredite in Höhe von 203 Mio. EUR ausgeliehen. Kundeneinlagen bestanden in Höhe von 230 Mio. EUR. Das Eigenkapital betrug 19,7 Mio. EUR. Die Volksbank Hegau hatte im Jahr 2008 10.936 Mitglieder. In 11 Geschäftsstellen arbeiteten 82 Mitarbeiter und 9 Auszubildende.

## Geschichte

### Volksbank Engen
Im Hegau entwickelte sich Mitte des 19. Jahrhunderts die erste Genossenschaftsbank. Am 27. Januar 1865 schlossen sich 52 Bürger der Initiative des Kaufmanns Wilhelm Doser und des Posthalters Donat Munding an und gründeten den Vorschuß- und Sparverein in Engen. Mit einem Grundkapital von 1.945 Gulden wurden in den „Geschäftsräumen“ im Hause des jeweiligen Kassierers die ersten Darlehen an Handwerker vergeben. Ende des Jahres 1874 waren mehr als 36.000 Gulden ausgeliehen und die Genossenschaft zählte 753 Mitglieder. Im Jahr 1903 erwarb man die ersten eigenen Geschäftsräume.
Am 23. Mai 1943 kam es zur Verschmelzung mit der Spar- und Kreditbank eGmbH Engen. Ende der sechziger Jahre wurde das Filialnetz auf 21 Orte erweitert. In den Jahren 1976 und 1977 kam es zur Fusion mit der Volksbank Tengen eG und der Spar- und Darlehenskasse eGmbH Aach.

### Volksbank Singen
Am 20. Januar 1960 wurde die Volksbank Singen gegründet. In angemieteten Räumen im ehemaligen Hotel „Central“ wurde im April 1960 der Geschäftsbetrieb aufgenommen. Im Juli 1961 wurde die erste Geschäftsstelle in Gottmadingen eröffnet. Am 7. Juli 1977 zog die Bank in einen Neubau ein, in dem ein für die damalige Zeit innovativer Auto- und Spätschalter für die Kunden eingerichtet wurde. In den folgenden Jahren konnte das Geschäftsstellennetz weiter ausgebaut werden. Die Anzahl der Mitglieder war seit Gründung 1960 von 174 auf 3.460 im Jahr 1985 gestiegen.

### Fusion
Im Jahr 1998 fusionierten die Volksbank Singen und die Volksbank Engen zur Volksbank Singen-Engen eG. 2006 erfolgte die Umfirmierung der Volksbank Singen-Engen eG zur Volksbank Hegau eG. Im Jahre 2012 nahm die Volksbank eG, Villingen-Schwenningen, die Volksbank Hegau eG durch Verschmelzung auf.